# Linda Fiorentino
Linda Fiorentino, nata Clorinda Fiorentino (Filadelfia, 9 marzo 1958), è un'attrice e produttrice cinematografica statunitense.
Risulta inattiva dal 2009.

## Biografia
Nata in Pennsylvania ma cresciuta nel New Jersey da una famiglia di origini italiane, Linda Fiorentino si è trasferita dopo gli studi nei primi anni ottanta a New York per seguire corsi di recitazione. Qui è stata cameriera nello stesso bar dove lavorava un altro aspirante attore, Bruce Willis; i due, per qualche tempo, hanno anche condiviso lo stesso appartamento. È in questo periodo che Linda ha ottenuto la parte per il suo primo film Crazy for You - Pazzo per te. Successivamente, ha recitato anche in Fuori orario di Martin Scorsese. È finita sotto i riflettori nel 1994 con il ruolo di Bridget ne L'ultima seduzione, diretto da John Dahl, in cui ha ridefinito la figura della dark lady. Questa interpretazione le ha fatto vincere vari premi della critica e le ha aperto la strada a film più ambiziosi come il thriller Jade, diretto da William Friedkin, che ha visto nel cast altri attori italo-americani come David Caruso e Chazz Palminteri. Il film  si è rivelato però un fiasco al botteghino, così come scarso successo hanno ottenuto anche i successivi Specchio della memoria e Colpo di fulmine (1997).
Nel 1997 è stata la protagonista femminile del blockbuster di fantascienza Men in Black e, per la prima volta, ha raggiunto così il grande pubblico. Anche dopo questo successo, però, ha preferito dedicarsi a progetti più piccoli anziché a faraonici film hollywoodiani e di grande distribuzione. Gli anni successivi, infatti, la vedono interprete di film di medio-basso budget, come il comico-grottesco Dogma, Un perfetto criminale con Kevin Spacey, e Per amore... dei soldi, dove ha lavorato accanto a Paul Newman. L'ultimo film interpretato da Linda Fiorentino è stato Liberty Stands Still del 2002. Dopo quest'ultima apparizione cinematografica, l'attrice ha deciso di dedicarsi all'attività di produttrice.

## Vita privata
È stata sposata con il regista e scrittore John Byrum dal giugno del 1992 fino all'anno successivo. La coppia, infatti, divorzia nel 1993 dopo neanche un anno di matrimonio.

## Filmografia

### Cinema
- Crazy for You - Pazzo per te (Vision Quest), regia di Harold Becker (1985)
- Toccato! (Gotcha!), regia di Jeff Kanew (1985)
- Fuori orario (After Hours), regia di Martin Scorsese (1985)
- All'improvviso, un maledetto amore (Wildfire), regia di Zalman King (1988)
- Moderns, regia di Alan Rudolph (1988)
- Sognando Manhattan (Queens Logic), regia di Steve Rash (1991)
- Shout, regia di Jeffrey Hornaday (1991)
- Chain of Desire, regia di Temístocles López (1992)
- L'infiltrato (Beyond the Law), regia di Larry Ferguson (1992)
- L'ultima seduzione (The Last Seduction), regia di John Dahl (1994)
- Il fantasma di Charlie (Charlie's Ghost Story), regia di Anthony Edwards (1995)
- Jade, regia di William Friedkin (1995)
- Legame di sangue (Bodily Harm), regia di James Lemmo (1995)
- Specchio della memoria (Unforgettable), regia di John Dahl (1996)
- Per amore di Vera (Larger Than Life), regia di Howard Franklin (1996)
- Colpo di fulmine (Kicked in the Head), regia di Matthew Harrison (1997)
- Men in Black, regia di Barry Sonnenfeld (1997)
- Body Count, regia di Robert Patton-Spruill (1998)
- Dogma, regia di Kevin Smith (1999)
- Un perfetto criminale (Ordinary Decent Criminal), regia di Thaddeus O'Sullivan (2000)
- Per amore... dei soldi (Where the Money Is), regia di Marek Kanievska (2000)
- Da che pianeta vieni? (What Planet Are You From?), regia di Mike Nichols (2000)
- Liberty Stands Still, regia di Kari Skogland (2002)
- Once More with Feeling, regia di Jeff Lipsky (2009)

### Televisione
- Alfred Hitchcock presenta (Alfred Hitchcock Presents) – serie TV, episodio 1x05 (1985)
- The Neon Empire, regia di Larry Peerce – film TV (1989)
- Strangers, regia di Joan Tewkesbury – film TV (1992)
- Impulso omicida (Acting on Impulse), regia di Sam Irvin – film TV (1993)
- Sentieri disperati (The Desperate Trail), regia di P.J. Pesce (1995)

## Doppiatrici italiane
Nelle versioni in italiano dei suoi film, Linda Fiorentino è stata doppiata da:
- Pinella Dragani in Men in Black, Dogma, Un perfetto criminale, Da che pianeta vieni?
- Anna Cesareni in Sognando Manhattan, Per amore... dei soldi, Liberty Stands Still
- Rossella Izzo in Toccato!
- Ludovica Modugno in Fuori orario
- Serena Verdirosi in Alfred Hitchcock presenta
- Monica Gravina in All'improvviso, un maledetto amore
- Cristina Boraschi in Shout
- Laura Boccanera in Legame di sangue
- Valeria Falcinelli in L'ultima seduzione
- Sonia Scotti in Jade
- Alessandra Cassioli in Specchio della memoria
- Isabella Pasanisi in Per amore di Vera